# Harpe laser
La harpe laser est un instrument de musique électronique où l'émission du son est contrôlée par les mains de l'instrumentiste interrompant le passage de faisceaux laser. L'interruption du faisceau laser déclenche un événement MIDI transmis à un synthétiseur.

## Historique
Le terme « harpe laser » et la première harpe laser opérationnelle sont inventés et fabriqués par Bernard Szajner en 1980,.
En 1981, Jean-Michel Jarre confie la réalisation d'une harpe laser à Denis Carnus (Oraison Electronique). Le système est relié à l'époque à un synthétiseur de marque RSF possédant toutes les entrées nécessaires à la génération des sons et des enveloppes. Sa première grande utilisation est lors du concert de Jean-Michel Jarre d’octobre 1981 en République populaire de Chine.
Le timbre du son de la harpe laser de Jean-Michel Jarre est créé avec le synthétiseur Elka Synthex fabriqué en Italie dans la première moitié des années 1980,.
Par la suite, Jean-Michel Jarre en utilise au moins deux autres : celle des concerts de Houston, Lyon et Londres, qu'il avait achetée à Philippe Guerre, et celle du concert de La Défense, créée par Claude Lifante.
Un modèle de harpe laser est ensuite fabriqué par la société UpTech pour le concert de la Tolérance sur le Champ de Mars (logiciel réalisé par Yan Terrien).

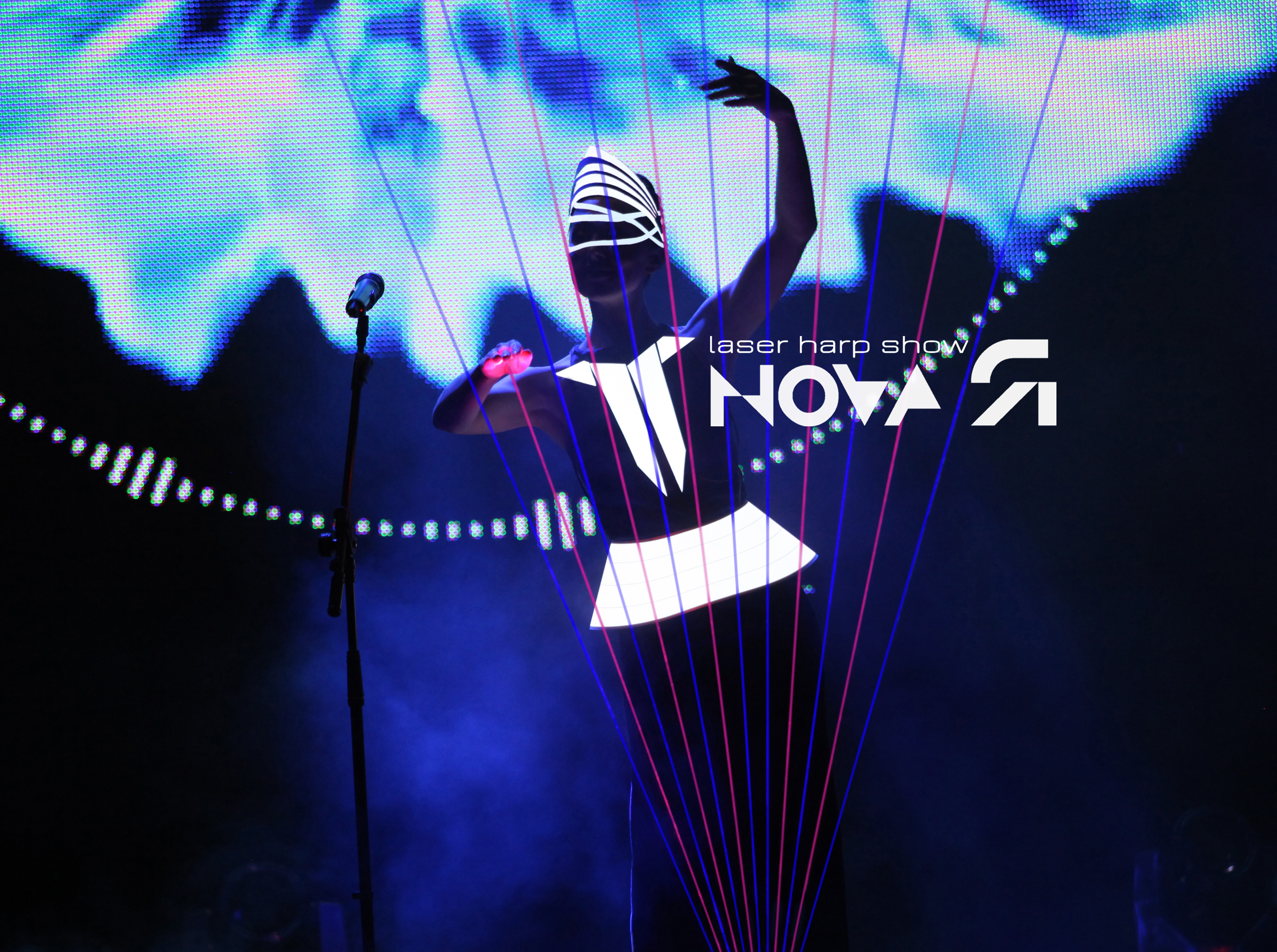
spectacle de harpe laser "novaYA" (nouveau) est la seule diva d'opéra au monde à jouer de la harpe laser

Quelques hobbyistes se sont passionnés pour la harpe laser et en ont fabriqué, notamment Steve Hobley, Manuel Schulz et Franck Morisseau,, ainsi qu'Albert de Jonge, Sébastien Pamart, Andrew Kilpatrick et Sébastien Gally, Detlef Keller en 2005, et par la suite, Frédéric Wauters en 2014,
Assez récemment, Marco Istchenko de Carvalho, jeune programmeur, a construit sa propre harpe laser avec l'aide de Frederic Wauters. Sa particularité réside dans l'utilisation d'un laser à basse puissance (à 100 mW) et l'utilisation d'un simple capteur monté en comparateur pour la détection. Il créa cette harpe pour le patrimoine de l'instrument de la fanfare des irréductibles, fanfare de son lycée, avec le financement et la participation de la cité scolaire Aristide-Briand ,.
Un prototype de harpe laser gratuite est présenté lors du meeting Laserfreak de 2005 à Ratisbonne. La partie hardware a été créée par Franck Morisseau alias Genesis. Laurent Berth a réalisé la partie logicielle. Cette version peut piloter n'importe quel laser équipé d'une connectique au standard ILDA (International Laser Display Association : connectique standard utilisée dans le spectacle laser), gère les couleurs, intègre une télécommande, fonctionne comme clavier maître et contrôleur de patch. Elle intègre les deux modes faisceaux infinis et faisceaux finis (voir paragraphe Technologie). Le dernier modèle de capteur réalisé est insensible à la lumière ambiante et peut également détecter la hauteur de la main dans les faisceaux permettant ainsi de moduler le son. L'idée d'un effet de simulation de corde vibrante amortie fut proposée par Francis Rimbert et ajoutée afin d'augmenter le réalisme visuel.
Enfin, un logiciel créé par Laurent Maillet, gratuit lui aussi, permet au musicien de paramétrer la harpe en créant des morceaux, des listes de lecture, le choix des couleurs, avec des préréglages tels l'arc-en-ciel, les effets visuels comme la corde vibrante, les paramètres MIDI, et de virtuellement tester la harpe.

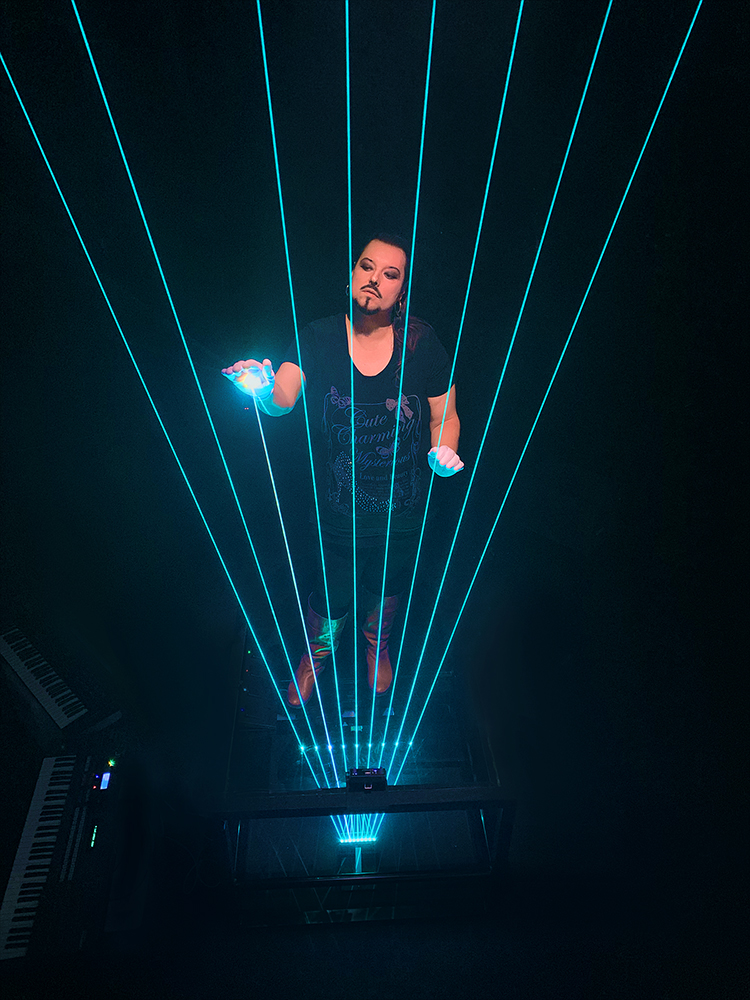
Jocelyn MOREL performing Franck Morisseau's V2 laser harp system (2020)

Depuis 2006, le compositeur et performer TIME COMPOSER contribue à l'évolution de la harpe laser de Franck Morisseau. C'est en 2013, que l'artiste invente un instrument réunissant la harpe laser avec un piano, baptisé PIANO-LASER. Le prototype de cet instrument unique au monde a été élaboré par Time Composer avec les ingénieurs Franck Morisseau, Laurent Berth, Laurent Maillet et Franck Labourel, afin qu'il puisse jouer ses compositions en live lors de ses shows. Le Piano-Laser dessine l'univers artistique de Time Composer, qui est reconnu pour la maîtrise de cet instrument à la technologie si particulière et exceptionnelle.

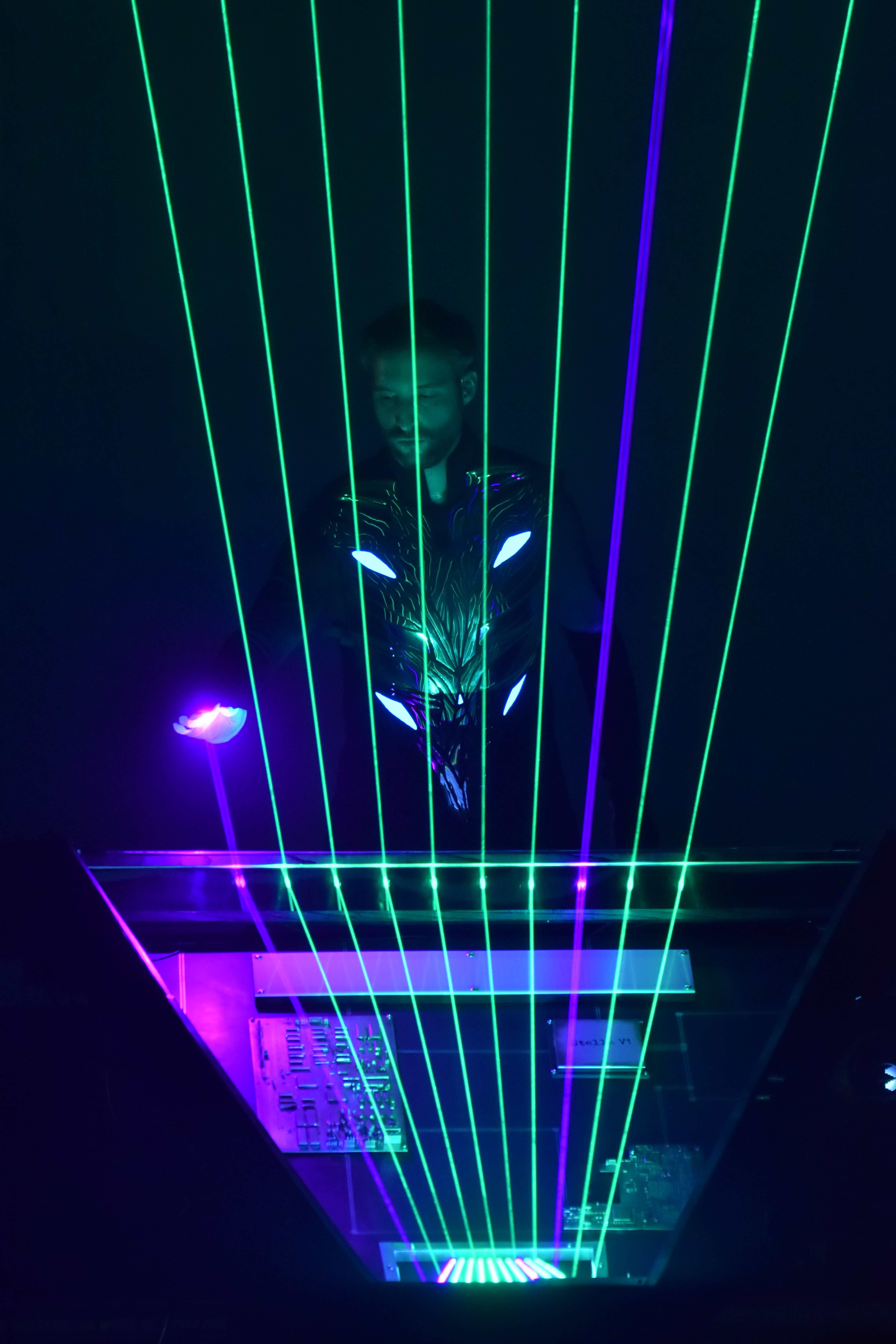
TIME COMPOSER performing his Piano-Laser (Franck Morisseau's laser harp system)

Une autre harpe laser de faible puissance est créée en 2008 par Maurizio Carelli, un ingénieur italien, pour la compagnie Kromalaser. Il développe ensuite une harpe de plus forte puissance. Grâce à un détecteur, cette harpe serait insensible à la lumière ambiante, problème récurrent des harpes précédentes[réf. souhaitée].

En 2020, Thomas Avisse via la société Lightdiction commercialise un nouveau contrôleur MIDI de Harpe Laser polyvalent, le KB2D. De par son fonctionnement (détection angulaire avec algorithme et amplification numérique), le KB2D peut être utilisé avec n'importe quel projecteur laser de la 10aine de mW à plusieurs dizaines de W, et ne nécessite aucune synchronisation. La particularité du système de détection a donné lieu a un brevet. L'innovation a reçu la 3ème place en 2020 au concours technique Fenning Technical Awards 2020 de l'International Laser Display Association.
Ce principe de détection offre désormais la possibilité d'ajouter des effets selon la hauteur d'interaction (par exemple le pitch), et de créer des filtres selon la position et la largeur de l'interaction, comme sur le mode La Lumière, popularisé par l'artiste Mezerg en 2022. Tous ces paramètres peuvent être configurés via un logiciel multi-plateforme open source et l'interface MIDI via USB. Le KB2D est capable d'interagir avec tout type de figure projetée, ne limitant plus la Harpe Laser à un éventail de faisceaux réguliers. Sa polyvalence, sa résistance aux lumières parasites et à la lumière ambiante et sa fiabilité permet son utilisation en condition de scène. Ce système a été testé et adopté par des artistes comme Nima Rezai ou Arkonis ainsi que par l’École de Musique et de Danse de Vélizy-Villacoublay pour sa classe de Claviers et Technologies Nouvelles.

## Technologie

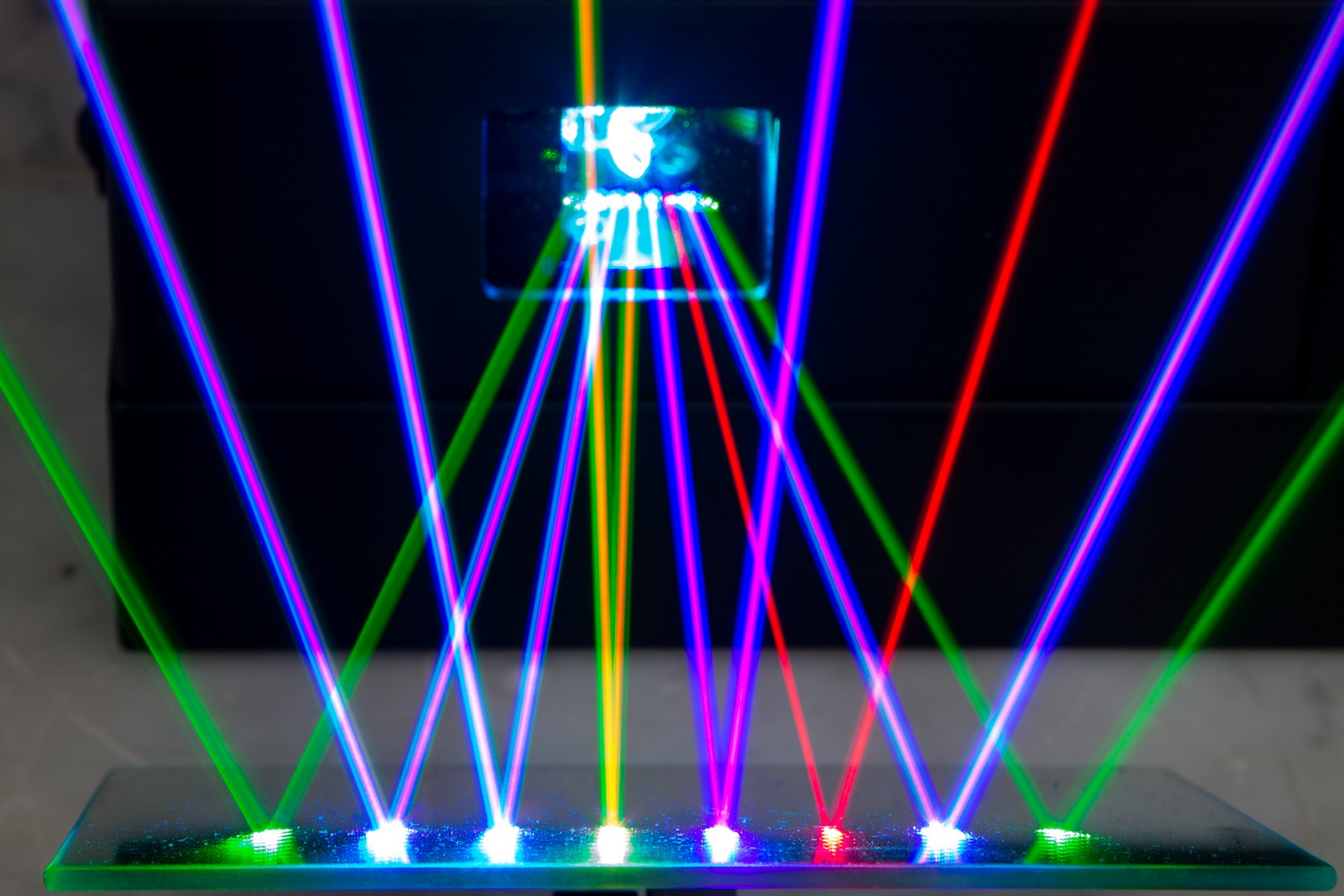
Sortie des faisceaux de la harpe laser(contrôleur Genesis)

La harpe laser a été longtemps l'instrument emblématique des concerts de Jean-Michel Jarre.
Depuis quelques années, des sociétés tentent d'en faire un produit commercial mais, malgré les efforts des concepteurs pour y apporter des améliorations, la harpe laser reste un effet visuel plus qu'un véritable instrument de musique. Toutefois, l'absence de contact mécanique offre la possibilité de jouer de la musique sans nécessiter de phase d'apprentissage de l'instrument .
Il existe deux principaux types de harpes : celle à rayons infinis et celles à rayons finis. Le premier type est une harpe dont les faisceaux ne sont pas arrêtés et partent dans le ciel. Une cellule photo-électrique est située au bas de la harpe et elle capte la luminosité de la main de l'artiste dans le faisceau. Le second type de harpe comporte une barre en son sommet sur laquelle les faisceaux viennent frapper. Chaque faisceau frappe une cellule photo-électrique qui ne reçoit plus la lumière lorsque la main de l'artiste coupe le faisceau et c'est ainsi qu'elle est détectée.
La plus spectaculaire est celle du premier type, car les faisceaux passent au-dessus du public, lorsqu'on incline légèrement la harpe, et donne alors un effet visuel saisissant. Mais cette technologie est plus difficile à maîtriser, notamment à cause de la lumière ambiante et de la densité de la fumée qui, en changeant, peut aussi changer le degré de luminosité de la main dans le faisceau. Le second type de harpe n'a pas ce problème.
Dans les deux cas, la génération des rayons est faite soit par un miroir oscillant qui séquence un seul faisceau soit par un filtre de type réseau diffractant qui sépare le faisceau en plusieurs rayons. Dans le cas d'une harpe avec un miroir oscillant monté sur un scanner, il y a moins de perte de puissance et le musicien peut choisir le nombre de faisceaux.

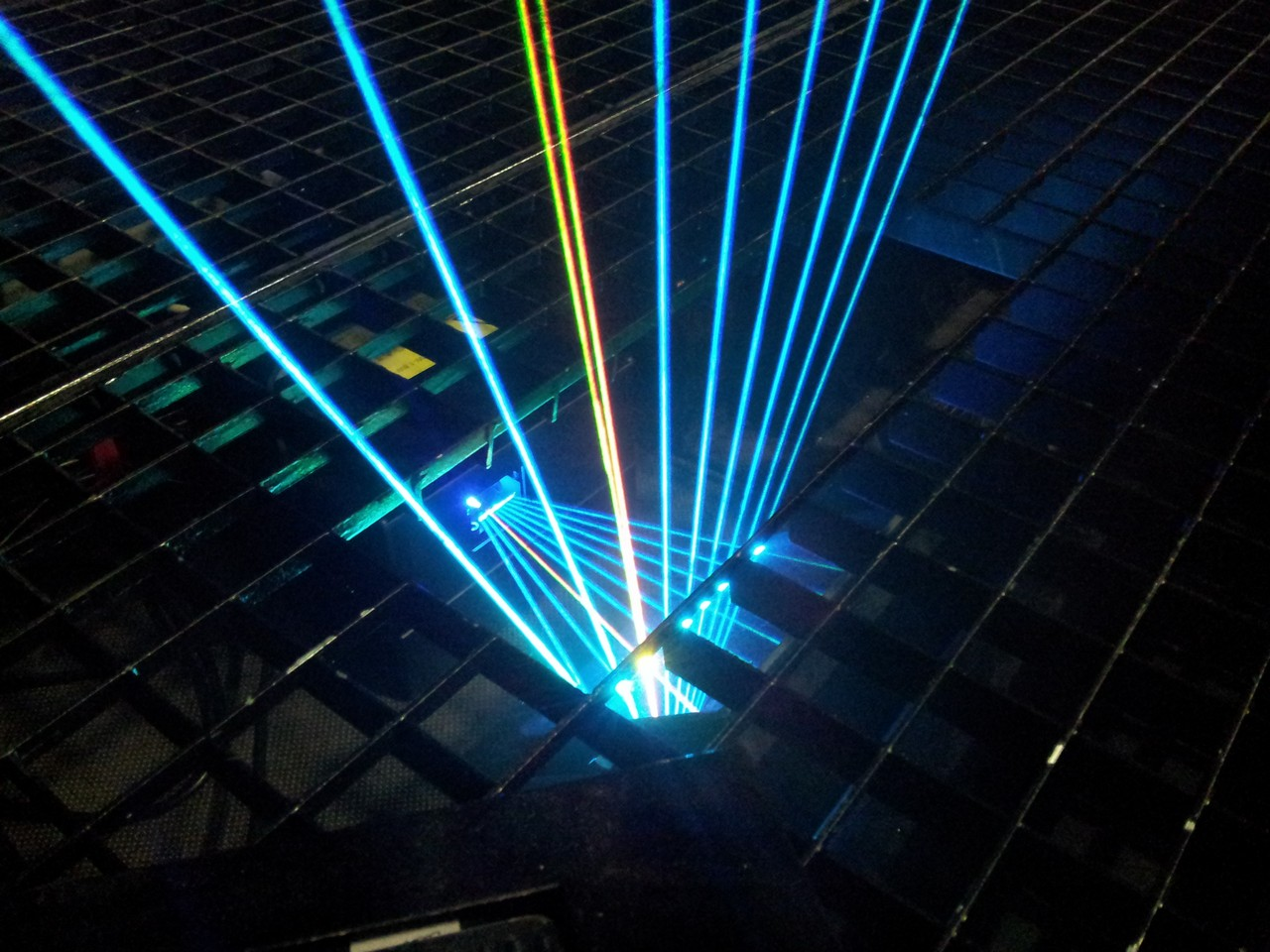
Sortie des faisceaux au niveau de la scène (Contrôleur Genesis)

Le principe de la harpe laser est de déclencher une note sur un synthétiseur par le protocole MIDI lorsque le faisceau est interrompu. Dans le cas de la harpe à rayons infinis, il est aussi possible d'affecter la luminosité renvoyée par la main à un autre paramètre MIDI, comme le control-change : cela permet alors de faire des effets, volume, wah-wah, etc., en changeant la hauteur de la main ou bien en bougeant le poignet.
Dans le cas de la harpe à faisceaux infinis, l'identification du faisceau interrompu peut se faire de deux façons. La première, utilisée majoritairement, consiste à contrôler le balayage du laser en même temps de façon à identifier la synchronisation du signal reçu sur le photodétecteur. De cette façon, on sait précisément que le faisceau interrompu est celui étant allumé à cet instant (la vitesse du balayage étant négligeable par rapport à la vitesse de la lumière). La deuxième méthode mesure l'angle de la lumière diffusée par la main par rapport au photo-détecteur. On identifie ainsi le faisceau en fonction de l'angle mesuré. La première méthode a pour avantage d'être plus facile à mettre en place, au niveau du système de détection et de l'algorithmie du système de traitement. Cependant, elle nécessite de contrôler le laser (ou a minima de récupérer les informations envoyées au laser par le système de contrôle) de façon à effectuer la détection synchronisée. La seconde méthode est plus compliquée à mettre en place, car le détecteur ne peut être qu'une simple photodiode. La mesure angulaire doit être effectuée au niveau du détecteur, et l'algorithme doit ensuite attribuer la mesure angulaire au faisceau assigné le plus proche. Pour cette méthode, on trouve 3 principaux types de systèmes de détection :
- les rangées de photodiodes[38] avec une lentille de focalisation. Le faisceau incident vient se focaliser sur une ou plusieurs photodiodes, placées au point focal, selon son angle d'incidence.
- Les photodiodes de type "PSD" Position Sensitive Detectors[39].
- les photodiodes à cadrant avec paroi de masquage.

Cette seconde méthode présente cependant l'avantage de ne pas nécessiter de synchronisation avec le laser. Le projecteur laser peut ainsi être contrôlé indépendamment, avec le protocole que l'on souhaite et l'utilisation d'un contrôleur dédié donne accès à davantage de personnalisation sur la figure projetée.
Dans les grands concerts comme Houston, Londres, Lyon, etc., Jean-Michel Jarre utilise un laser de vingt watts argon pour générer les faisceaux de sa harpe, qui est une harpe à faisceaux infinis. Le logiciel utilisé permet de contrôler plusieurs paramètres mémorisables dans des programmes, que l'artiste peut rappeler grâce à un pédalier, ces paramètres sont :
- le nombre de faisceaux ;
- la note affectée à chaque faisceau ;
- le temps d'ouverture et de fermeture de la harpe (effet éventail) ;
- le seuil de détection de la cellule photo-électrique ;
- le paramètre midi control-change affecté à la luminosité ;
- le nom du programme.